# 异指拟梯形蟹
异指拟梯形蟹（学名：Tetralia heterodactyla）为扇蟹科拟梯形蟹属的动物。分布于新喀里多尼亚、越南以及中国大陆的西沙群岛等地，生活环境为海水，多与玫瑰鹿角珊瑚共生。

## 亚种
- 棕异指拟梯形蟹（学名：Tetralia heterodactyla fusca），Serene于1959年命名。分布于新喀里多尼亚、越南以及中国大陆的西沙群岛等地，生活环境为海水，常生活于珊瑚礁浅水中。[2]